# Wspólnota administracyjna Mellrichstadt
Wspólnota administracyjna Mellrichstadt – wspólnota administracyjna (niem. Verwaltungsgemeinschaft) w Niemczech, w kraju związkowym Bawaria, w rejencji Dolna Frankonia, w regionie Main-Rhön, w powiecie Rhön-Grabfeld. Siedziba wspólnoty znajduje się w mieście Mellrichstadt. Przewodniczącym jej jest Helmut Will.
Wspólnota administracyjna zrzesza jedną gminę miejską (Stadt) oraz cztery gminy wiejskie (Gemeinde):
- Bastheim, 2 511 mieszkańców, 41,75 km²
- Hendungen, 962 mieszkańców, 22,85 km²
- Mellrichstadt, miasto, 5 734 mieszkańców, 55,78 km², miasto
- Oberstreu, 1 568 mieszkańców, 22,60 km²
- Stockheim, 1 132 mieszkańców, 19,86 km²

1 lipca 2021 do wspólnoty przyłączono gminę Bastheim.